# Гна
Гна — в скандинавской мифологии — второстепенная богиня из рода Асов, прислужница Фригг. Используется последней как посланница и вестница. Известна также как богиня трансформации, которая поднимает сознание на недосягаемую высоту. Верхом на своём быстроногом коне Ховварпнире (выбрасывающий копыта) Гна могла проехать сквозь огонь и по воздуху, над землёй и морем, олицетворяя лёгкий ветер. Она наблюдала за тем, что происходит на земле и рассказывала своей госпоже.
Вместе с тем, есть мнение, что она, как и две другие спутницы Фригг (Глин и Гевьон), является на самом деле не самостоятельной асиньей, а только воплощением самой Фригг.